# Transzcendens (film)
A Transzcendens (eredeti cím: Transcendence) 2014-ben bemutatott amerikai sci-fi, thriller, melyet Wally Pfister rendezett. A főszereplők Johnny Depp, Rebecca Hall, Paul Bettany, Morgan Freeman, Kate Mara és Cillian Murphy.
Az Amerikai Egyesült Államokban 2014. április 18-án mutatták be.

## Történet
Dr. Will Caster mesterséges intelligencia kutató, aki arra törekszik, hogy olyan gépet csináljon, ami öntudattal rendelkezik. A szélsőségesek, akik ellenzik a technológiai haladást, célba veszik őt, és egy előadás után lelövik. A sebe nem súlyos, de kiderül, hogy a lövedéket megfertőzték, és ő legfeljebb egy hónap múlva meghal. Caster elhatározza, hogy emlékeit a szuperszámítógépbe táplálja. Korábbi barátja és kollégája, Max úgy véli, a művelet nem sikerült, és ki akarja kapcsolni a gépet, de Caster felesége, Evelyn nem engedi. Will hamarosan már emberi hangon társalog vele. Tőzsdei műveletekkel 38 millió dollárt szereznek egyetlen nap alatt, majd egy kevés lakossal rendelkező településre költöznek, ahol egy korszerű technikával felszerelt laboratóriumot hoznak létre, ahol a „gép”, azaz Will biológiai kísérleteket végez, és jelentős haladást ér el a nanotechnológiában.
Amikor a technika-ellenesek lelövik az egyik dolgozót, Will megoperálja, a testét feljavítja és a tudatát összekapcsolja vele. Ettől a változástól Evelyn megijed, ezért Will megszünteti a kapcsolódását a munkás tudatához.
Közben a technika-ellenes terroristák a maguk oldalára állítják Maxet, aki vállalja, hogy egy számítógépes vírust fejleszt, amivel le lehet törölni a Will tudatát futtató számítógép lemezeit, de egyúttal a világ összes számítógépe is tönkremegy, mert Will felmásolta magát az internetre kapcsolt gépekre.
Eközben Will a nanotechnológia segítségével képes betegségeket gyógyítani, megtisztítja a folyókat, újranöveszti az emberek által kipusztított erdőket. Majd létrehozza saját teste másolatát.
Végül az amerikai kormány fegyveresei megostromolják a labort, Evelyn a tűzharcban megsérül és Will az ő operálása közben vele együtt meghal.

## Szereplők
(Zárójelben a magyar hangok)
- Johnny Depp mint Dr. Will Caster, mesterséges intelligencia kutató (Stohl András)
- Morgan Freeman mint Joseph Tagger kutató (Papp János)
- Paul Bettany mint Max Waters, Will legjobb barátja és kollégája (Széles Tamás)
- Rebecca Hall mint Evelyn Caster, Will felesége és kutatótársa (Pálfi Kata)
- Cillian Murphy mint Anderson (Varga Gábor)
- Kate Mara mint Bree (Sallai Nóra), technika-ellenes terrorista
- Clifton Collins Jr. mint Martin (Karácsonyi Zoltán)
- Cole Hauser mint katonatiszt (Czvetkó Sándor)
- Cory Hardrict mint a RIFT egység egyik tagja, a technológiai szervezettel szemben